# Leonid Isaakowitsch Mandelstam

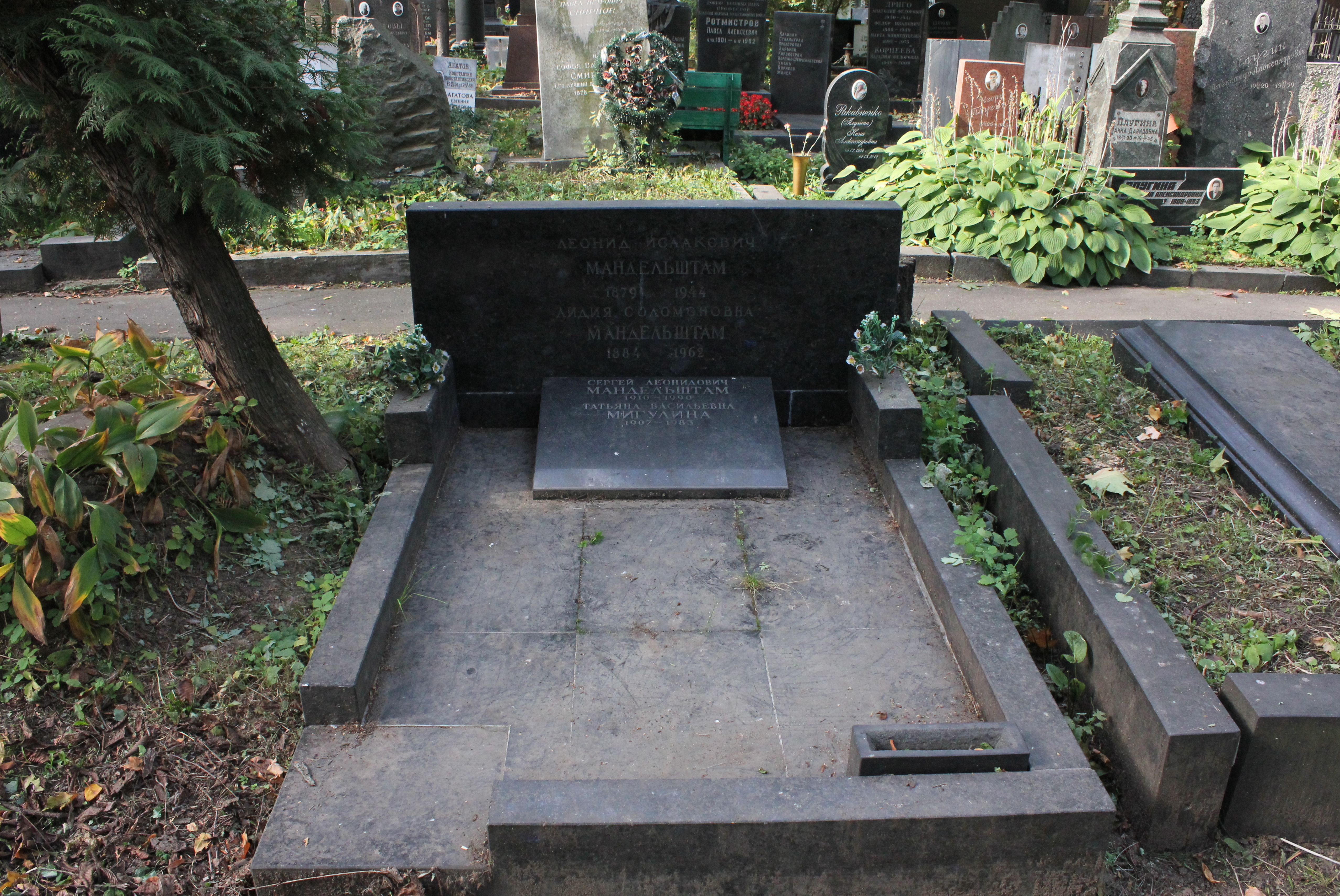
Grabstätte und Kulturdenkmal von Leonid Isaakowitsch Mandelstam

Leonid Isaakowitsch Mandelstam (russisch Леонид Исаакович Мандельштам, wiss. Transliteration Leonid Isaakovič Mandelštam; * 22. Apriljul. / 4. Mai 1879greg. in Mogiljow, Russisches Kaiserreich, heute Belarus; † 27. November 1944 in Moskau) war ein russischer/sowjetischer Physiker.

## Leben
Mandelstam wurde 1879 als Sohn eines Arztes geboren und schloss seine Schulausbildung am Gymnasium in Odessa ab. Anschließend studierte er an der Physikalisch-Mathematischen Fakultät der Universität von Noworossijsk. Wegen Teilnahme an Studentenunruhen wurde er aus der Universität ausgeschlossen und setzte seine Ausbildung in Deutschland an der Universität Straßburg fort, wo er 1901 bei Ferdinand Braun promovierte. 1907 wurde er dort Privatdozent und 1913 Professor. 1907 erforschte er Schwingungen in Stromkreisen und entdeckte wichtige Prinzipien der Übertragung von Radiowellen über weite Entfernungen.
1914 kehrte Mandelstam nach Russland zurück. 1925 übernahm er an der Universität in Moskau den Lehrstuhl für theoretische Physik, wo sich eine Schule der theoretischen Physik entwickelte, der z. B. auch der Physiknobelpreisträger Igor Tamm angehörte, mit dem er auch befreundet war.
Unabhängig von C. V. Raman und eine Woche früher wies er 1928 zusammen mit Grigori S. Landsberg experimentell die Ramanstreuung nach: Einem Brief Mandelstams an Orest Danilowitsch Chwolson zufolge hatte er die Spektrallinie am 21. Februar 1928 beobachtet. In der ehemaligen Sowjetunion wurde für die Ramanstreuung die Bezeichnung „kombinierte Lichtstreuung“ benutzt. Der indische Nobelpreisträger C. V. Raman wurde in der Sowjetunion verschwiegen und der Effekt selbst als Mandelstam-Landsberg-Effekt geführt. Den Nobelpreis für die Entdeckung erhielt 1930 nur Raman, der zuerst publiziert hatte – Mandelstam und seine Mitarbeiter führten vor der Publikation noch längere Zeit genaue Kontrollmessungen durch.
1934 wechselte der Wissenschaftler an das Lebedew-Institut der Akademie der Wissenschaften und arbeitete auf den Gebieten der Optik, Radiophysik, Radiotechnik und theoretischer Physik. Seine Erkenntnisse aus der Schwingungsforschung wandte er auch erfolgreich auf den Gebieten der Optik, Akustik, Molekularphysik und Quantenmechanik an. So beschrieb er unter anderem 1931 das physikalische Phänomen der parametrischen Resonanz, siehe Erzwungene Schwingung. Zu seinen Schülern und engen Mitarbeitern auf dem Gebiet nichtlinearer Schwingungen gehörte auch Alexander Adolfowitsch Witt (1902–1938). Er fiel 1938 dem stalinistischen Terror zum Opfer, ebenso wie der Bruder von Mandelstam.
International bekannt wurde Mandelstam mit seinen Arbeiten zur Radiowellenstreuung entlang der Erdoberfläche. Für seine Verdienste erhielt Mandelstam 1931 den Leninpreis, 1940 den Orden des Roten Banners der Arbeit, 1942 den Stalinpreis und 1944 den Leninorden.
Ende der 1930er Jahre wurden Mandelstam und Mitglieder seiner Schule wie Tamm Opfer einer Kampagne gegen moderne Physik, insbesondere gegen die Spezielle Relativitätstheorie, die als unmaterialistisch eingestuft wurde. Sie wurden vorübergehend aus der Universität gedrängt, nachdem Boris Hessen, der Vizedirektor des FIAN (Lebedew-Institut), der lange Jahre Mandelstams Gruppe geschützt hatte, 1936 dem stalinistischen Terror zum Opfer gefallen war. Der Streit setzte sich sogar nach Mandelstams Tod fort. Ende der 1940er Jahre kam es zu einem Machtkampf zwischen Physikern der Lomonossow-Universität (wie Dmitri Iwanenko, A. A. Sokolow, J. P. Terletzki, A. A. Maximow) und den Akademie-Physikern des Lebedew-Instituts, zu denen auch Mandelstam gehört hatte. Man erhob sogar Spionagevorwürfe gegen Mandelstam, begründet mit seinem langen Aufenthalt in Straßburg vor 1914. 1952 kam es zum Streit um „philosophische Fehler“ Mandelstams nach der Veröffentlichung des fünften und letzten Bandes seiner Gesammelten Werke und zu dessen Verurteilung (trotz Widerspruchs von Wladimir Fock).
Weitere Schüler von Mandelstam waren Alexander Alexandrowitsch Andronow, Semen Emmanuilowitsch Chaikin und Michail Alexandrowitsch Leontowitsch.
Sein Sohn Sergei Leonidowitsch Mandelstam war ebenfalls ein bekannter Physiker am Institut für Spektroskopie der Sowjetischen Akademie der Wissenschaften.
Zu seinem Gedenken ist der Mondkrater Mandel'shtam nach ihm benannt worden.